# رشة هرمة
رشة هرمة هي قرية في مقاطعة سردشت، إيران. يقدر عدد سكانها بـ 103 نسمة بحسب إحصاء 2016.